# Даміан Цілитель
Святий Даміан Цілитель († 5 (18) жовтня 1071, Київ) — чернець Києво-Печерського монастиря, пресвітер. Святий Російської та Української православних церков, шанується в лику преподобних. Пам'ять звершується 28 вересня (11 жовтня) (Собор преподобних отців Києво-Печерських Ближніх печер) і 5 (18) жовтня.

## Життєпис
Житіє преп. Даміана описав Нестор Літописець у складі житія преп. Феодосія Печерського. Також воно міститься у всіх списках Києво-Печерського патерика, починаючи з найдавніших. На карті 1638 року його ім’я супроводжується словом «пресвітер», в 1661 і 1703 рр. «священик», а з 1795 року «цілитель».
Даміан прийшов до Києво-Печерського монастиря під час ігуменства в ньому преп. Феодосія, став його учнем і, згідно з житієм, «ревно наслідував ангельське житіє і всі чесноти преподобного отця і наставника свого». Даміан поклав на себе строгий піст — їв до самої смерті тільки хліб і воду, ночі проводив у молитвах і читанні Святого Письма. Житіє повідомляє, що він мав дар цілительства і коли в монастир приводили хворого, то «Феодосій наказував блаженному Даміану творити молитву над хворим». Преподобний молився, помазував хворих святим єлеєм, і вони зцілялися.

В акафісті всім Печерським преподобним про нього сказано: 
|  | «Радуйся, Даміане, цілителю безкорисливий, бо молитвами і святим єлеєм ти хворих лікуєш; радуйся, бо оселю на небесах з преподобним Феодосієм ти для себе випросив у Господа». |

Житіє повідомляє, що коли перед смертю Даміан захворів, то звернувся до Бога з молитвою дарувати йому і Феодосію місце в Царстві Небесному. У відповідь на молитву йому явився ангел в образі Феодосія і сказав: «прохання твоє буде виконано: ти будеш зарахований до святих Його і з ними оселишся у Царстві Небесному Владики». Даміан помер в оточенні печерських ченців 5 (18) жовтня 1071 року і був похований в Ближніх (Антонієвих) печерах Києво-Печерського монастиря, де донині спочивають його мощі, неподалік від мощей святого Полікарпа.

## Дивіться теж
- Києво-Печерська лавра
- Києво-Печерські святі